# Fähre Kaiseraugst–Herten

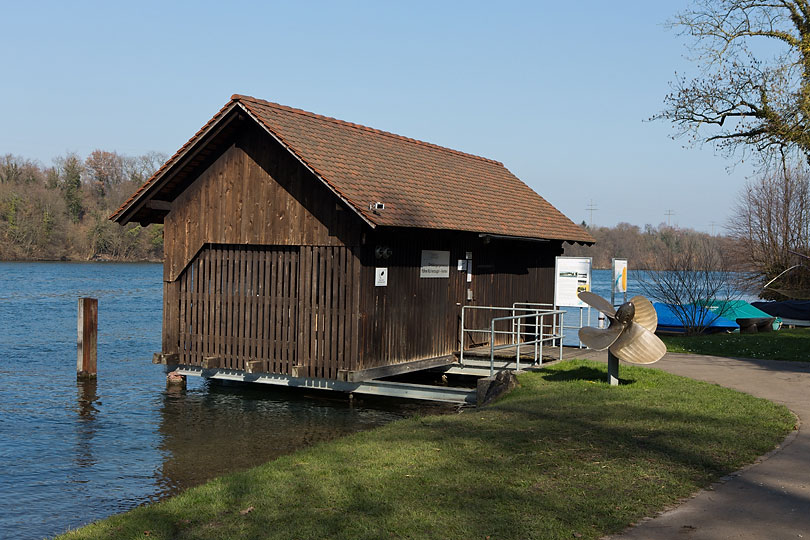
Anlegestelle Kaiseraugst (2014)

Die Fähre Kaiseraugst–Herten ist eine internationale Personenfähre am Hochrhein.
Die Fähre führt von Kaiseraugst im Schweizer Kanton Aargau nach Herten (Rheinfelden) im deutschen Bundesland Baden-Württemberg. Die Fähre verkehrt nicht im Winter.

## Geschichte
Die Kaiseraugster Rheinfähre besteht gemäss Fährordnung von 1810 «schon von Alters her». Im Jahr 1866 wurde vom Handruder auf eine Drahtseilfähre umgestellt, die bis im August 1912 in Betrieb war. Dann wurde sie durch eine Motorfähre ersetzt. Mit der Eröffnung des Fussgängerstegs bei der Staustufe Augst/Wyhlen im Sommer 1994 änderten sich die Bedingungen. Seit 1. April 1995 wird die Fähre von der Ortsbürgergemeinde Kaiseraugst betrieben.